# Lisa Stick
Lisa Stick (* 27. August 1987 in Kiel) ist eine deutsche Jazzmusikerin (Posaune, Komposition).

## Leben und Wirken
Stick wechselte mit zwölf Jahren vom Klavier an die Posaune und spielte bald in lokalen Bands. Sie gehörte seit 2004 dem JugendJazzOrchester Schleswig-Holstein an. Seit 2006 hat sie Jazzposaune an der Hochschule für Musik und Theater Hamburg bei Nils Landgren und Dan Gottshall studiert; das Studienjahr 2008/2009 verbrachte sie an der Königlichen Musikhochschule Stockholm. Von 2008 bis 2012 gehörte sie zum Bundesjazzorchester. Von 2013 bis 2015 absolvierte sie das Masterstudium Nordic Master in Aarhus, Stockholm und Helsinki.
Seit 2015 lebt sie als freischaffende Musikerin in Hamburg. Mit dem Quintett Flickstick, das sie gemeinsam mit der Saxophonistin Birgitta Flick leitet und für das sie auch komponiert, veröffentlichte sie 2014 das Album „Hymn“ bei WismART. Seit 2015 existiert daneben das Lisa Stick Quintett, das mit Lea Grandt bzw. Constantin Pritz (Cello), Sven Kerschek (Gitarre), Christian Müller (Kontrabass) und Dirk Achim Dhonau (Schlagzeug) besetzt ist und 2016 die Debüt-EP Meilahti veröffentlichte. Daneben besteht das Lisa Stick 7tett, ein Jazzensemble inklusive Streichquartett, das sie 2017 auf dem Album Tyst präsentierte.
Weiterhin ist Stick Mitglied der Downtown Bigband, der Band Operation Grand Slam, des Marc Löhrwald Nonetts, beim Jazzkombinat Hamburg, der Gabriel Coburger XXL Band und bei Eine kleine Jazzmusik. Ferner spielte sie im JazzBaltica Ensemble 2012 und in der JazzBaltica-Allstar-Bigband 2016, aber auch im Aarhus Jazz Orchestra.
Konzertreisen führten sie nach Skandinavien, nach England, in die Slowakei, die Schweiz und in die USA. Mit dem German Women’s Jazz Orchestra unter Leitung von Angelika Niescier trat sie im Nahen Osten und in Ägypten auf. 2016 war sie mit der NDR Bigband und Al Jarreau in Norwegen, Frankreich und Deutschland unterwegs. Stick ist auf Festivals wie dem JazzFest Berlin, Elbjazz, Eldenaer Jazz Evenings, Jazzahead, Cairo Jazzfestival und dem Festival New Sound Made in Stockholm aufgetreten.
2012 erhielt sie mit dem Quintett „Flickstick“ den Förderpreis der JazzBaltica, 2022 den Werner Burkhardt Musikpreis mit der Begründung: „Ihr luftiger Sound, ihre lyrische Spielweise und die Meisterschaft, Geschichten zu erzählen tragen gleichermaßen dazu bei, ihr Publikum in den Bann zu ziehen. Es sind die leisen Töne, die dennoch sehr ausdrucksstarken Linien und die unerwarteten Wendungen, die sie als Solistin und Komponistin kennzeichnen.“